# Światowe Igrzyska Halowe w Lekkoatletyce 1985 – pchnięcie kulą kobiet
Pchnięcie kulą kobiet – jedna z konkurencji technicznych rozgrywanych podczas halowych światowych igrzysk lekkoatletycznych w hali Accor Arena w Paryżu. Rozegrano od razu finał 18 stycznia 1985. Zwyciężyła reprezentantka Związku Radzieckiego Natalja Lisowska.

## Rezultaty

### Finał
W konkursie wzięło udział 8 miotaczek.
Opracowano na podstawie materiału źródłowego.
| Miejsce | Zawodniczka      | Wynik | Uwagi |
| ------- | ---------------- | ----- | ----- |
| 1       | Natalja Lisowska | 20,07 |       |
| 2       | Ines Müller      | 19,68 |       |
| 3       | Nunu Abaszydze   | 18,82 |       |
| 4       | Li Meisu         | 17,67 |       |
| 5       | Ramona Pagel     | 17,40 |       |
| 6       | Simone Créantor  | 1,90  |       |
| 7       | Gael Martin      | 16,71 | AR    |
| 8       | Carol Cady       | 15,44 |       |